# 洋山深水港液化天然气码头
上海洋山港液化天然气码头是位于中华人民共和国上海市洋山深水港的一个液化天然气（LNG）输转中心，位于洋山深水港主港区，是洋山深水港总体规划的一部分。于2009年10月已经建成的一期项目拥有16.5万立方米储气罐三座，年输转量约40亿立方米，可满足半个上海市的天然气供给需求，二期工程正在建设中，建成后该码头的LNG总储量可在目前基础上再增加一倍，可基本满足上海全市的用气需求。

## 规划与进度
上海市的天然气供应原本较为紧张且缺乏储备，促使上海市政府加速从各个渠道扩大天然气进口并扩大储能，其中洋山天然气码头就是重要的支柱项目，也是洋山深水港总体规划的重要一环，规划的小洋山港区全岸线长约13公里，其中有3.5公里的能源码头，主要是液化天然气和成品油平台，洋山天然气输转一期工程于2009年建成，同年十月正式投产向市区供气，规划有16.5万立方米储气罐三座，年输转量约40亿立方米即300万吨的，并通过50多公里的海底和陆上管线将气输送到上海市区，可满足上海市一半的用气需求，到二期工程全部完工将再使供气量翻一番，基本满足上海全部的用气需求。

## 供应
液化天然气即“LNG”是超低温液后的化天然气能源，用于运输此种物料的LNG船在技术、附加值和危险性方面都很高。为了便于船舶运输，一般都将天然气冷却至约-162℃，此时天然气液化，体积缩小为原本气态时的约1/600。LNG除了具有和原油相似的危险性外，还具有“低温”这个特有的危险特征。低温条件下液化天然气不仅会对人体造成危害，还能给船体、港口及其设备形成损害，因此对LNG船安全性能的要求比油轮和其他一些化学品船舶更高，储存舱附近区域还需要真空防护以及加强巡逻。相比而言由于上海用气量大，因而洋山天然气码头停靠的LNG船舶一般卸载量都很大，一船的输送量都在数万吨到十多万吨，一般可供给上海使用数天到十余天，最大的输送船舶达到近17万吨，可供上海近半个月使用，稳定的供气对上海市的正常工业生产、城市运转和市民生活起到很好的保障作用。目前，洋山港天然气码头的天然气供应量已经占到上海市全市天然气使用总量的一半以上。

## 事故
2009年2月6日，洋山LNG管道当时正在做气密性试压试验的过程中发生爆炸事故，造成了一人死亡，十余人受伤，爆炸事故还造成输气管道有被折断，有的管道多处发生爆裂，爆炸持续的时间至少有三四分钟，且有气体外泄的情况发生。